# Milena Sardi de Selle
Milena Sardi de Selle (1926-2008) fue una psiquiatra, académica y política venezolana.

## Carrera
Luego de estudiar en la Universidad Central de Venezuela (UCV), se desempeñó como profesora de anatomía. Posteriormente se formó como psiquiatra de niños y adolescentes en la Universidad McGill y en el Hospital Infantil de Montreal, en Canadá, y se incorporó al Departamento de Psiquiatría de la Facultad de Medicina Vargas de la UCV y al servicio de psiquiatría del Hospital José María Vargas de Caracas. Allí fundó la Unidad de Terapia Familiar en 1966, y en 1968 creó la psiquiatría del niño y del adolescente como asignatura dentro del postgrado de psiquiatría de la Facultad de Medicina. En 1987 creó un curso de postgrado en psiquiatría infantil en la UCV.
Fue Ministra de la Mujer de 1981 a 1984 y Ministra de la Juventud de 1984 a 1986. En 1992 se convirtió en la primera mujer miembro de pleno derecho de la Academia Nacional de Medicina de Venezuela.

## Obras
- Venezuela esquizofrénica : los prerrequisitos de la salud mental (1993)